# Pődör György
Pődör György (Vasszilvágy, 1948. szeptember 24.) magyar mérnök-tanár, szakmérnök, ásványgyűjtő, múzeumvezető, költő, szakíró.

## Életpályája
Pődör György 1948. szeptember 24-én született Vasszilvágyon. Édesapja Pődör József a helyi gépjavító vezetője, édesanyja Vörös Anna kertész volt. 1967-ben a szombathelyi gépipari technikumban érettségizett, Dunaújvárosban (1971 –fémszerkezetgyártó), Budapesten a Budapesti Műszaki és Gazdaságtudományi Egyetemen (1973- mérnök-tanári, 1996- közoktatás vezetői) majd a Veszprémi Egyetemen (2002- minőségbiztosítási szakmérnöki) szerzett diplomát. Egy évet a zalaegerszegi építőipari szakközépiskolában, majd Körmenden a főiskolán tanított. 1975-től nyugdíjazásáig a szombathelyi Savaria Szakközépiskola mérnök-tanára, tíz évig az igazgatója. Jelenleg Vasszécsenyben él. Felesége Kusler Erzsébet, gyermekei Csaba (1973) és Zoltán (1975)
2017-ben megkapta a Magyar Kultúra Lovagja elismerést. Vasszilvágy díszpolgára. (2018.)
2021-ben vasi irodalmi Príma Díjban részesült.

## Szakmai tevékenysége
Közel négy évtizedes pedagógus pályafutása során elsősorban a szakmához kötődő szakmai tantárgyak oktatásával foglalkozott, de szaktanácsadóként és igazgatóként is a diákok érdekeit és a minőségi oktatást tartotta elsődlegesnek. Számtalan megyei és minisztériumi elismerés mellett MÁV-tól a Pro Ferovia díjat szakírói tevékenységéért kapta meg. Közel félszáz pedagógiai publikációja mellett 16 oktatási segédkönyv szerzője, 1 példatár társszerzője volt. Igazgatósága alatt jelentős fejlődésen és fejlesztésen ment keresztül a szakközépiskola.

### Ásványgyűjtői tevékenysége
Az ásványok és kőzetek iránti elkötelezettsége gyermekkora óta meghatározta életét. Gyűjteményének egy része az általa kialakított vasszécsenyi ásványmúzeumban került elhelyezésre. Indulásakor tagja volt a Magyar Minerofil Társaságnak, később létrehozta és azóta is irányítja a vasi Koch Sándor Ásványbarát Kört. A Kőszegi-hegység és a Vashegycsoport ásványairól készített publikációi, illetve egyéb ásványtani cikkei a régió folyóirataiban, újságjaiban jelentek meg.

### Irodalmi tevékenysége
Versei az 1970-es évek óta jelennek meg folyamatosan. Alapító tagja a Vasvirág Irodalmi Körnek. Alkotásai szerepelnek az Életünk ,Kelet Felől, Muravidék,Agria és más irodalmi folyóiratokban, illetve számtalan elektronikus portálon. Évtizedeken keresztül segítette a hazai és a határon túli ifjúsági irodalmi pályázatok lebonyolítását és az alkotások antológiákba szerkesztését.Több felnőtt antológia szervezője és szerkesztője.  A Hetedik független irodalmi, kulturális folyóirat szerkesztője,s egyik rovatvezetője. 2023-ben megkapta a folyóirat Nívó Díját.

## Publikációi

### Önálló kötetek
- Szélmalomverő (versek, 1985. Szombathely)
- Pecsétek feltörése (versek, 1991. Szombathely)
- Zodiákus (versek, Városkapu Kiadó, 2008.)
- Ítélet idő (Rím Kiadó, Budapest, 2013.)
- Játékos világ (óvodás versek, Szülőföld Kiadó, 2013)
- A tizenkét drágakő legendája (versek, Szülőföld Kiadó, 2018.)
- Játékosan a világ (Óvodás versek, Szülőföld kiadó,2018)
- Szétmosott írásjelek (versek, Szülőföld Kiadó 2018)
- Téli csillagfátyol (versek,Szülőföld Kiadó, 2023)
- A tizenkét mesterkristály legendája (Szülőföld Kiadó, 2024)

### Antológiák
- Sor (Fiatal vasi költők antológiája, 1971., Szombathely, szerk. Konczek József)
- Tavasz 71 (Irodalmi antológia, 1971., Dunaújváros, szerk. Miskolczi Miklós)
- Tavasz 72 (Irodalmi antológia, 1972., Dunaújváros, szerk. Miskolczi Miklós)
- Tavasz 73 (Irodalmi antológia, 1973., Dunaújváros, szerk. Sütő Enikő)
- Az idő hatalma (Műhely Könyvek, 1986., Győr, szerk. Fodor András)
- Az otthon sziluettje (IRIS Kiadó, 1988., három vasszilvágyi költő antológiája)
- Jövőhalászok (MSH Könyvek, 1984., vasi pedagógus antológia)
- Földet ér vándorlásunk (MNE, 1989., szerk. Balipap Ferenc)
- Dallam öt akkordra (Pauz Kiadó, Szombathely, 1996.)
- Sínek monológja (Budapest 1990., szerk, Baranyi Ferenc)
- Téli szivárvány (Vasvirág Irodalmi Társaság 1994)
- Szavak remegnek bennem (Tabula Rasa 1997 Szombathely)
- Miner malcer (Versek a vasútról, 1999 Budapest)
- Sorsok (Szombathely 2001)
- Arcok és énekek (Rim Kiadó Budapest 2010)
- Arcok és énekek (Rim Kiadó Budapest 2011)
- Arcok és énekek (Rim Kiadó Budapest 2012)
- Arcok és énekek (Rím Kiadó Budapest 2013)
- Arcok és énekek (Rím Kiadó, 2014)
- Arcok és énekek (Rím Kiadó, 2015)
- Enigmák (láncolat Kiadó, 2015)
- Perseidák (LIM Kiadó ,2018)
- ITT-HON (Szülőföld Kiadó, 2018)
- Az otthon sziluettje 2 (Szülőföld Kiadó), 2018
- HÍD (Felvidéki Alkotók Egyesülete),2022
- CSODA (Felvidéki Alkotók Egyesülete),2023
- " Te magad légy" (a Hetedik 1. antológiája ),2021
- Egy cseppnyi varázslat (Holnap antológia),2023
- Ajtót nyitok a mára (pályázati antológia -Gondola, Kalamáris),2023
- "hisz egymás nélkül sötétben vagyunk" (a Hetedik 3.antológiája) 2024